# 玉野発電所
玉野発電所（たまのはつでんしょ）は、愛知県春日井市玉野町に位置する中部電力の水力発電所である。庄内川にある水路式発電所であり、最大出力550キロワットで運転されている。1921年（大正10年）に運転を開始した。
本項目では、玉野発電所を建設した電力会社玉川水電株式会社（たまがわすいでんかぶしきがいしゃ）についてもあわせて記述する。

## 設備構成
玉野発電所は、ダムではなく河川よりも勾配の緩い水路を造ることで落差を得て発電する形態の水路式発電所である。
取水は庄内川から行う。取水口は玉野町地内東部、JR定光寺駅に近い「玉野堰堤」に設置。高さ8.79メートル・長さ44.80メートルのコンクリート造・表面石張りの堰堤で、ここから取水された水は川の右岸（北側）にある導水路を流れる。導水路は蓋渠・開渠からなり、1.94キロメートルの長さがある。導水路の終端には沈砂池を設ける。取水口から沈砂池までの区間は、玉野町とその西側高蔵寺町の一帯を灌漑する「玉野用水」との共用部分であり、沈砂池では余水が溢流する形で玉野用水への分水がなされる。
上部水槽から水を落とす水圧鉄管は1条のみの設置でその長さは16.91メートル。発電用水車は横軸二輪フランシス水車、発電機は容量625キロボルトアンペア（力率80パーセント）・電圧6.6キロボルト・周波数60ヘルツのものを設置。どちらも1台のみで、日本工営製である。

## 歴史

### 発電所建設と玉川水電
江戸時代から玉野・高蔵寺地区への灌漑用水として存在する玉野用水にて水力発電を実施するという試みは、1913年（大正2年）に決定された。事業主体となる電力会社は「玉川水電株式会社」といい、1916年（大正5年）8月27日、当時の東春日井郡高蔵寺村に設立された。資本金は15万円で、役員には高蔵寺村や名古屋市の人物のほか平野太七（北勢電気常務）ら三重県四日市市の人物も名を連ねる。玉川水電は1916年12月、玉野用水普通水利組合との間で水力発電事業に関する協定を締結した。
逓信省の資料によると、玉川水電は1915年11月に電気事業の許可を得て、1917年（大正6年）9月27日に開業した。ただしこの時点で発電所は未落成であり、電源は名古屋市の電力会社名古屋電灯からの受電によった。許可を得た供給区域は高蔵寺村のほか東春日井郡のうち坂下村・鷹来村（現春日井市）・篠岡村（現小牧市）・志段味村（現名古屋市守山区）および愛知郡のうち幡山村（現瀬戸市）・長久手村（現長久手市）・日進村（現日進市）・猪高村（現名古屋市名東区）の9村に及ぶが、開業時点では高蔵寺・坂下・幡山・長久手の4村での供給に限られた。その後1919年（大正8年）11月になって玉川水電は玉野発電所を着工した。
1919年5月、玉川水電は玉川電炉工業（前年12月設立・資本金15万円）を合併し、資本金を30万円とする。次いで翌1920年（大正9年）8月1日、玉川水電は「愛岐電気興業株式会社」に合併された。同社は愛知県ではなく三重県四日市市の会社で、1920年2月1日に設立。北勢電気社長の九鬼紋七が社長を兼ねていた。資本金は設立時70万円、玉川水電吸収後は100万円。
愛岐電気興業時代の1921年（大正10年）8月、玉野発電所は運転を開始した。当時の発電所出力は500キロワットで、最大使用水量4.17立方メートル毎秒・有効落差16.42メートルであった。

### 完成後の動き
玉野発電所を完成させた愛岐電気興業は、北勢電気とともに名古屋電灯の後身関西電気へと吸収されることとなり、1922年（大正11年）5月11日の逓信省による合併認可を経て同年6月26日に合併された（同日関西電気は東邦電力へ改称）。合併時における愛岐電気興業の資本金は100万円（うち70万円払込）で、全2万株のうち500株を北勢電気が保有していた。以後玉野発電所は東邦電力に所属するが、配電統制に伴い1942年（昭和17年）4月中部配電へと出資される。さらに電気事業再編成により1951年（昭和26年）5月中部電力へ譲渡された。
中部電力によって設備の老朽化に伴う全面改修工事が施工され、1979年（昭和54年）6月に竣工した。改修によりエッシャーウイス製水車およびウェスティングハウス・エレクトリック製発電機は日本工営製へと交換された。改修後も発電所出力は500キロワットで変更はなかったが、2019年3月末時点では550キロワットに引き上げられている。